# Merewalh
Merewalh (a veces nombrado Merwal o Merewald) fue rey de Magonsaete, un reino occidental que era vasallo de Mercia. Se cree que estaba ubicado en Herefordshire y Shropshire. De Merewalh se piensa que vivió de mediados a finales del siglo VII y que ascendió al trono durante el reinado de Penda de Mercia, la Crónica anglosajona sugiere que fue su padre:

656 d. C.: Este año Peada fue asesinado; Wulfhere, hijo de Penda, le sucedió en el Reino de Mercia. En su tiempo hizo crecer la abadía de Medhamsted, trabajo que su hermano había comenzado. El rey la apreciaba mucho, por el amor de su hermano Peada y por el amor de su cuñado Oswy y por el amor del abad Saxulf. Dijo, por lo tanto, que la dignificaría y la honraría por el consejo de sus hermanos, Etelredo y Merwal; y por el consejo de sus hermanas, Cyneburh y Cyneswith; y por el consejo del arzobispo, quien fue llamado Deus-dedit; y por el consejo de todos los compañeros, instruidos e ignorantes, que en su reino estaban.

El nombre Merewalh significa «famoso extranjero» o «galés célebre», posiblemente indicando que él y quizás la dinastía de Penda, eran de origen celta. Merewalh se convirtió al cristianismo aproximadamente en 660, fundó el Priorato de Leominster. Merewalh se casó con Domne Eafe, de quien se cree que es la misma que más tarde fue Santa Ermenburga, y tuvieron varios hijos. Murió en algún momento entre 670 y 685, fue sucedido por su hijo Merchelm.